# ناصر العطیه
ناصر العطیه (عربی: ناصر صالح ناصر عبدالله العطية؛ زاده ۲۱ دسامبر ۱۹۷۰) یک ورزشکار اهل قطر است.

## نگارخانه

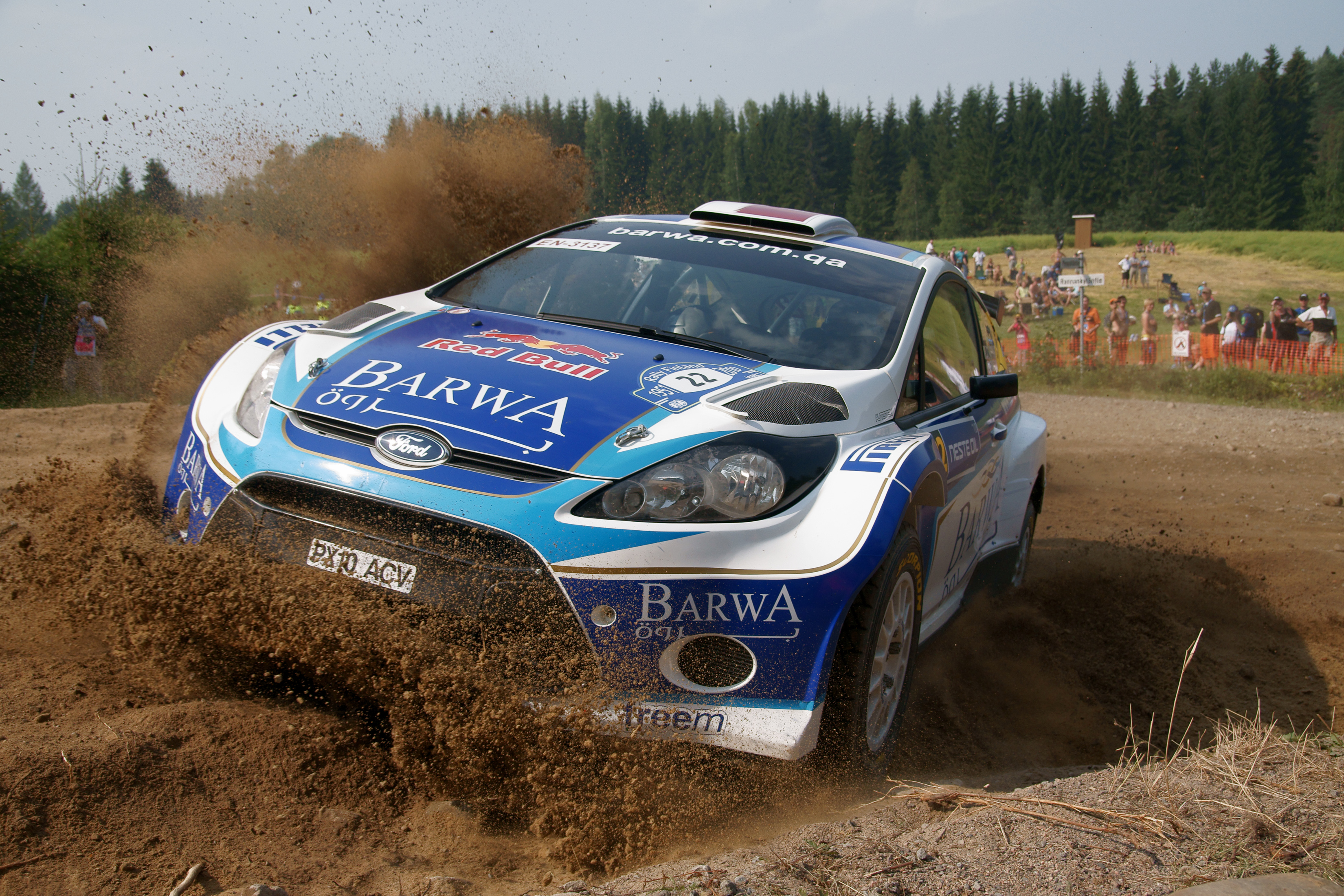
ناصر العطیه در حال رانندگی با فورد فیستا اس۲۰۰۰ در مسابقات رالی